# Aix (sziget)
Aix (ejtsd: eksz, franciául île d'Aix, IPA: [il dɛks]) Franciaországhoz tartozó kis sziget az Atlanti-óceánban, az ország nyugati partjai mellett, La Rochelle-től 15 km-re délre. A sziget egyetlen települése Île-d’Aix. Lakossága 2020-ban 209 fő volt.

## Földrajz
A kb. kifli alakú sziget Atlanti-óceán Vizcayai-öblében, a Pertuis d'Antioche szoros déli oldalán fekszik. Területe 1,39 km².
A legközelebbi szárazföldi település Fouras 3,2 km-re délkeletre. Délnyugati szomszédja 2,9 km-re a Fort Boyard tengeri erőd, 5,1 km-re pedig Oléron szigete. Délkeletre 6,6 km-re a Madame sziget van, 15,6 km-re északnyugatra pedig Ré.

## Története
1067-ben Châtelailloni Isembert a clunyi szerzeteseknek adományozta a szigetet. A 13. században angol hajók támadták meg. A 16. században a sziget lakossága áttért a protestáns hitre. 1757-ben és 1759-ben, a hétéves háború alatt a britek elfoglalták. A nagy francia forradalom idején börtönként szolgált.

## Külső hivatkozások
- Ile d’Aix, perle de l’estuaire de la Charente – Rochefort-ocean.com] (francia nyelven)